# Вильгорт
Вильго́рт (с коми-пермяцк. — «Новая деревня») — село в Чердынском районе Пермского края. Расположено в 15 км от районного центра, при впадении реки Цыдовки в Колву. В 2004—2020 годах — центр Вильгортского сельского поселения.

## История
Земли, на которых расположен современный Вильгорт, в древности были, вероятно, одним из мест, куда поступало «закамское серебро». В 1927 году в Вильгорте был найден клад, состоящий из 26 серебряных украшений, украшенных зернью и сканью.
Впервые упоминается как погост в 1579 году. В «Переписной книге Чердынского уезда переписи дьяка Сибирского приказа Алексея Аникеева» 1710 года населенный пункт описан как «погост Вильгорт на речке на Цыдве, а в нем церковь во имя Живоначальные Троицы да церковь во имя Иоанна Предтечи древянные».
В 1869 году в селе 203 двора (516 жителей мужского и 549 женского пола). Волостное правление, церковь, приходское училище, хлебная пристань, лесопильный завод, мельница.
Динамика населения:
- 1926 — 342 дворов, 540 мужчин, 772 женщины, 1312 всего, русские.

## Достопримечательности
1. Троицкая церковь (1779 года постройки, 1902 — паперти, ризницы, колокольни).
2. Усадьба купца (по другим данным — баржестроителя) Тимохова[5]. Сохранился деревянный двухэтажный дом с мезонином (в плачевном состоянии), деревянный амбар и кирпичная лавка.
3. Лавки купца Тимохова на Трактовой улице.
4. Несколько деревянных домов начала XX века, как минимум один — с характерной чердынской обшивкой «под камень».
5. Деревянное здание фельдшерско-акушерского пункта.

## Люди, связанные с селом
- Иоанн Всеволодович Вишневский — священнослужитель Русской церкви, священномученик, уроженец села.
- Степан Иванович Жаков — советский климатолог, уроженец села.

## Галерея

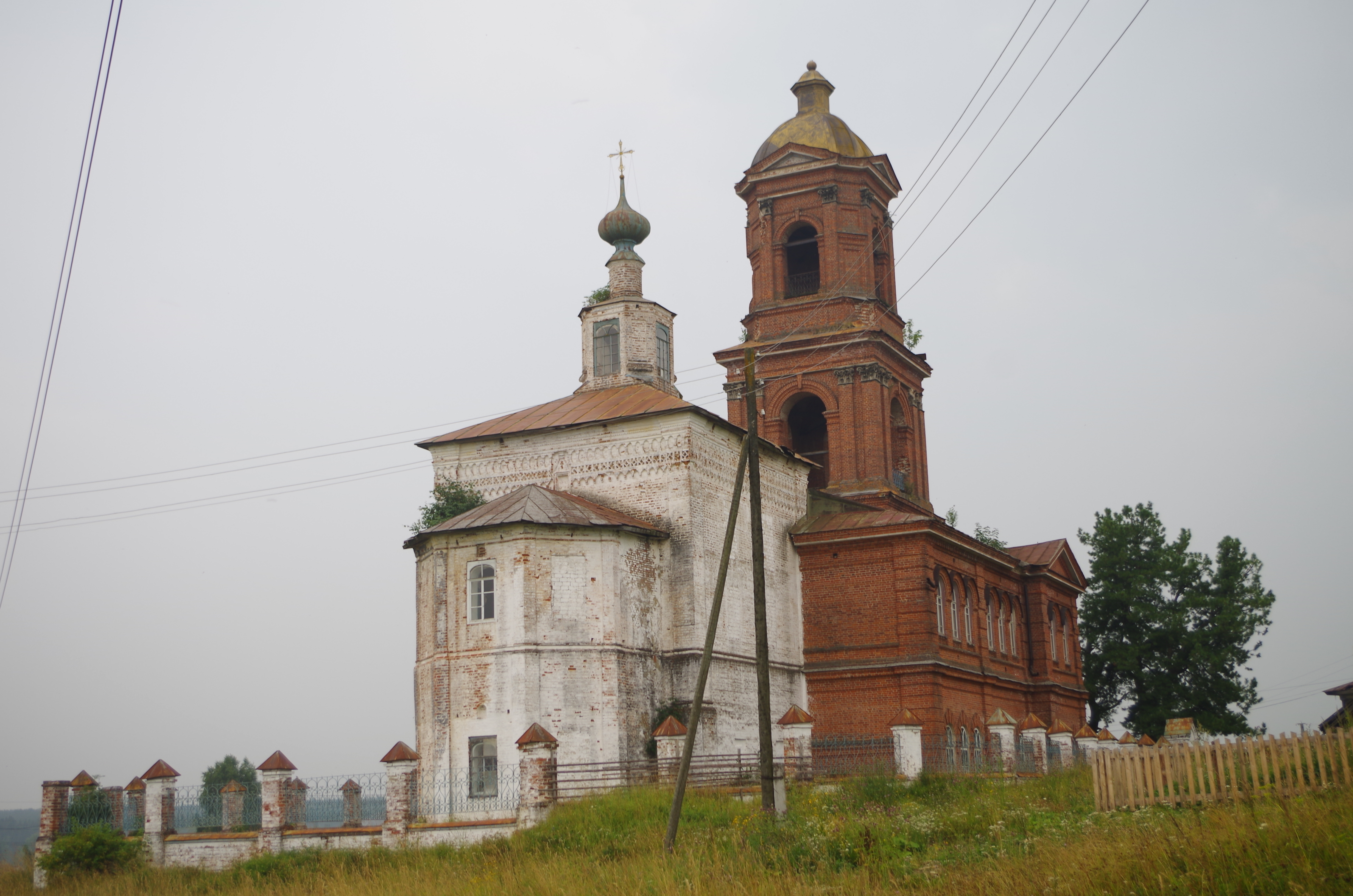
Троицкая церковь. Белая часть старая (1779), красная — новая (1902)
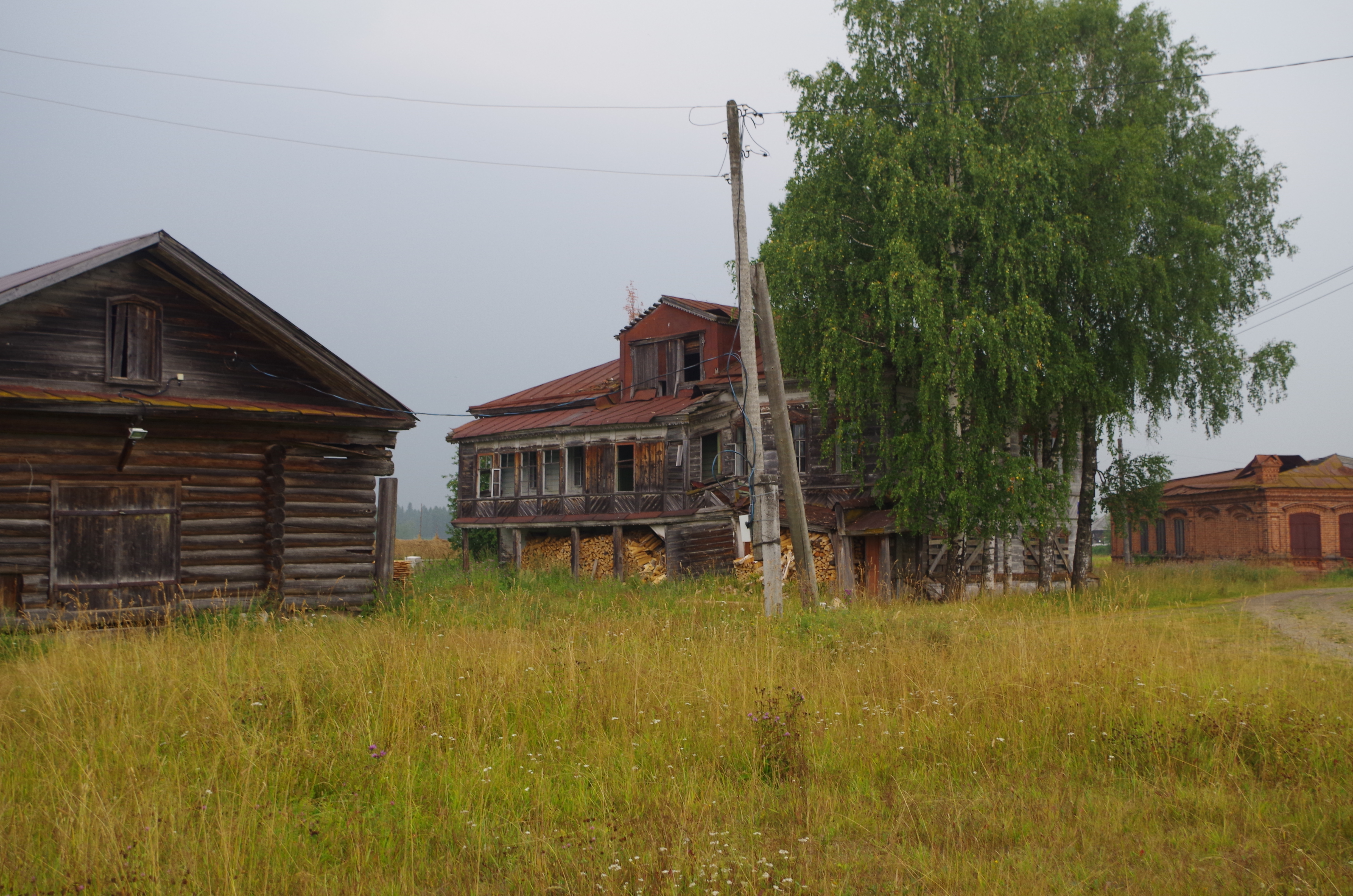
Усадьба купца Тимохова. Слева направо: амбар, господский дом, лавка.
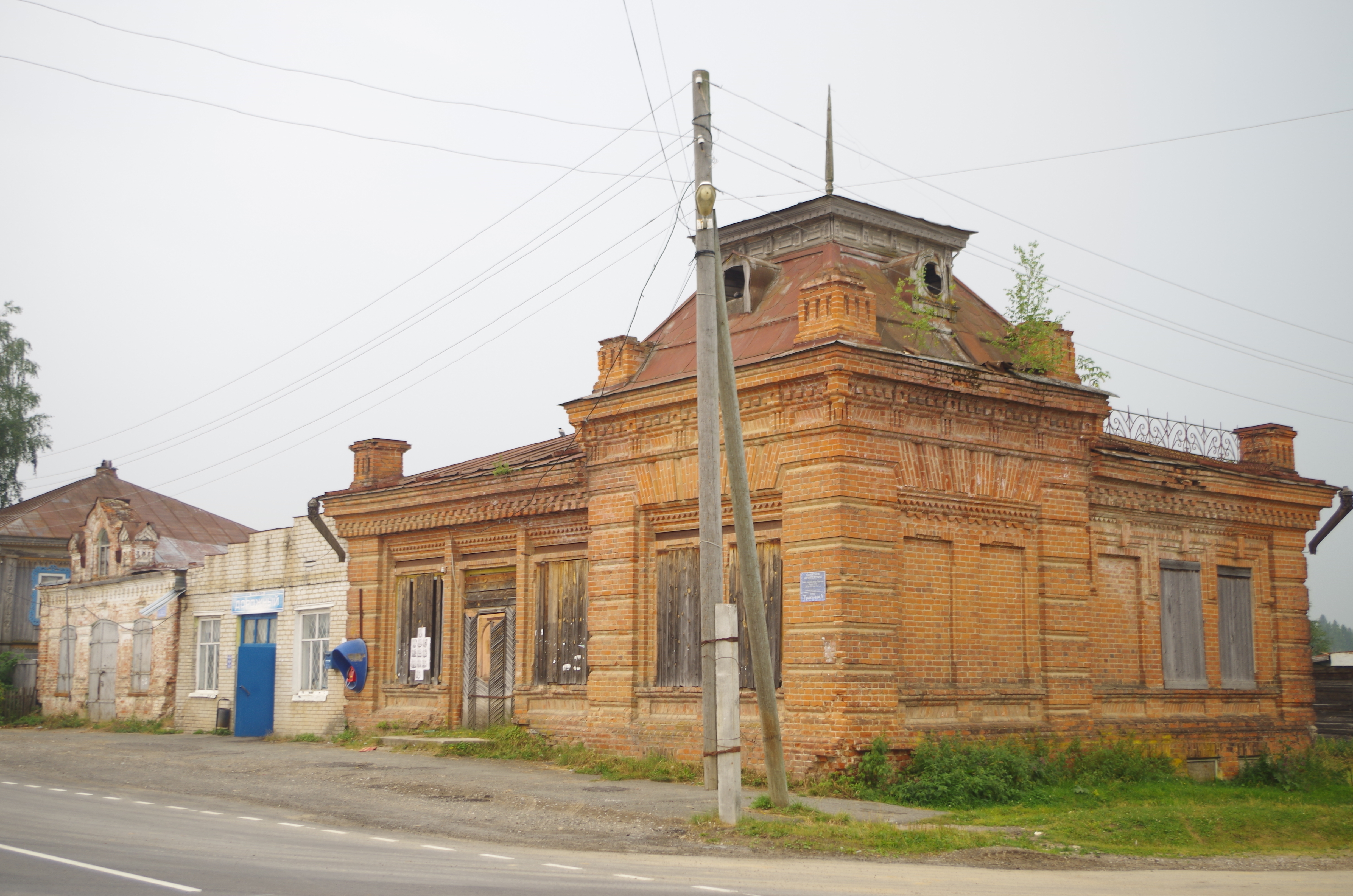
Лавка купца Тимохова (Трактовая ул.)
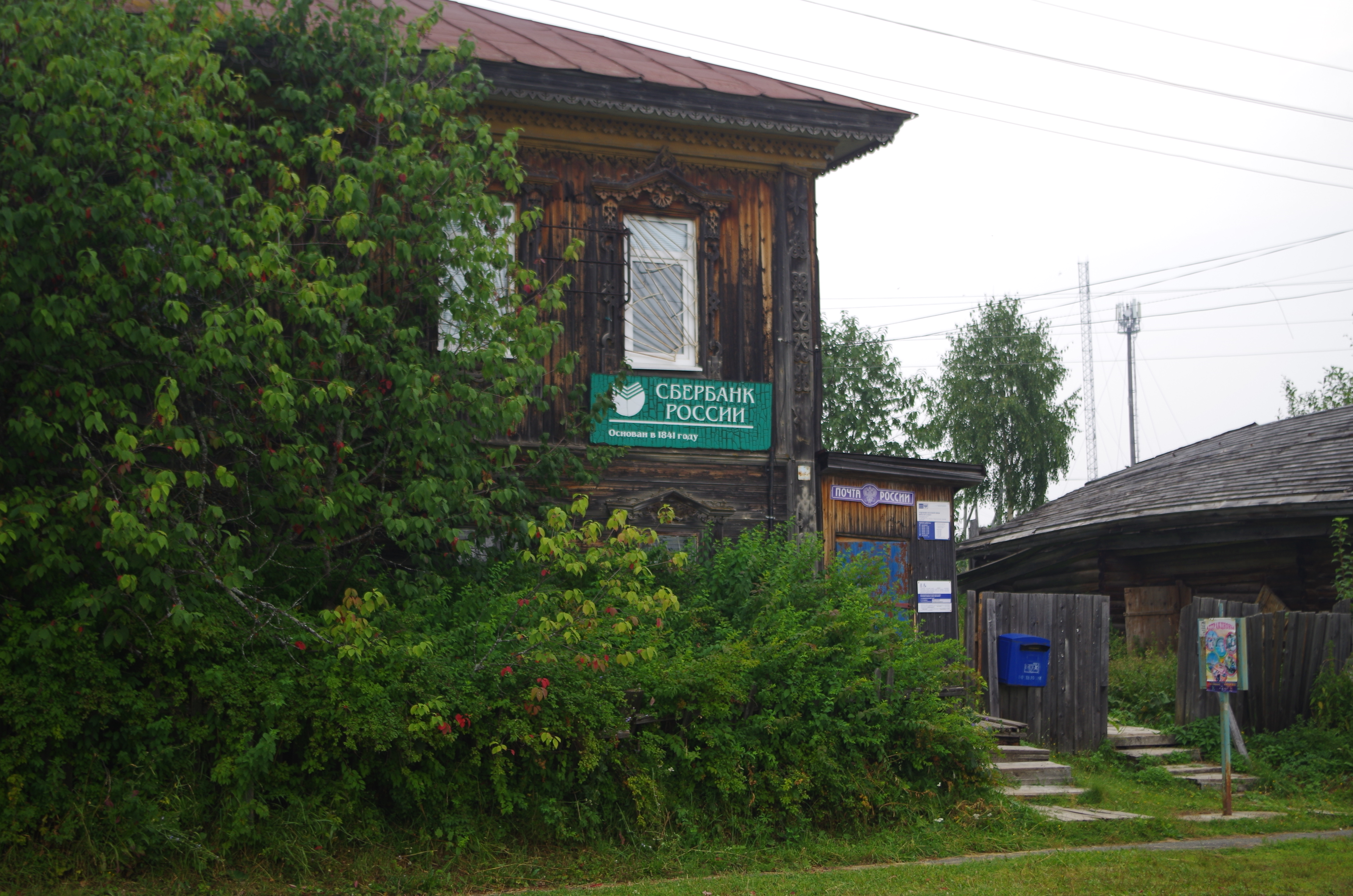
Здание Сбербанка в Вильгорте